# Кубок Греції з футболу 2000—2001
Кубок Греції з футболу 2000—2001 — 59-й розіграш кубкового футбольного турніру в Греції. Титул втретє здобув ПАОК.

## Календар
| Раунд            | Дата                          | Матчі | Клуби   |
| ---------------- | ----------------------------- | ----- | ------- |
| Груповий раунд   | 5 серпня - 29 листопада 2000  | 239   | 50 → 18 |
| Додатковий раунд |                               | 2     | 18 → 16 |
| 1/8 фіналу       | 10-17/24-31 січня 2001        | 16    | 16 → 8  |
| 1/4 фіналу       | 7-21 лютого/7-21 березня 2001 | 8     | 8 → 4   |
| 1/2 фіналу       | 4/11 квітня 2001              | 4     | 4 → 2   |
| Фінал            | 12 травня 2001                | 1     | 2 → 1   |

## 1/8 фіналу
| Команда 1           | Заг.         | Команда 2          | 1-й матч | 2-й матч |
| ------------------- | ------------ | ------------------ | -------- | -------- |
| 10/24 січня 2001    |              |                    |          |          |
| Паніліакос          | 1:1 пен. 3:2 | Проодефтікі (2)    | 1:0      | 0:1      |
| Пансерраїкос (2)    | 0:2          | Панахаїкі          | 0:1      | 0:1      |
| АЕК                 | 1:8          | Олімпіакос (Пірей) | 0:2      | 1:6      |
| 16/30 січня 2001    |              |                    |          |          |
| Аполлон Смірніс (2) | 1:1 (ч)      | Егалео (2)         | 0:0      | 1:1      |
| 17/31 січня 2001    |              |                    |          |          |
| Шкода Ксанті        | 3:3 (ч)      | Іонікос            | 2:0      | 1:3      |
| Паніоніос           | 3:7          | Панатінаїкос       | 1:0      | 2:7      |
| Аріс (Салоніки)     | 1:3          | ПАОК               | 1:1      | 0:2      |
| Іракліс             | 4:2          | ПАС Яніна          | 2:1      | 2:1      |

## 1/4 фіналу
| Команда 1                 | Заг. | Команда 2           | 1-й матч | 2-й матч |
| ------------------------- | ---- | ------------------- | -------- | -------- |
| 7 лютого/7 березня 2001   |      |                     |          |          |
| Паніліакос                | 1:4  | Аполлон Смірніс (2) | 1:3      | 0:1      |
| 7 лютого/21 березня 2001  |      |                     |          |          |
| Олімпіакос (Пірей)        | 5:2  | Панатінаїкос        | 1:1      | 4:1      |
| 21 лютого/7 березня 2001  |      |                     |          |          |
| ПАОК                      | 4:1  | Шкода Ксанті        | 2:0      | 2:1      |
| 21 лютого/14 березня 2001 |      |                     |          |          |
| Панахаїкі                 | 0:2  | Іракліс             | 1:0      | 0:2      |

## 1/2 фіналу
| Команда 1        | Заг. | Команда 2           | 1-й матч | 2-й матч |
| ---------------- | ---- | ------------------- | -------- | -------- |
| 4/11 квітня 2001 |      |                     |          |          |
| ПАОК             | 5:3  | Аполлон Смірніс (2) | 5:2      | 0:1      |
| Іракліс          | 4:6  | Олімпіакос (Пірей)  | 0:1      | 4:5      |

## Фінал
| 12 травня 2001 |

| Олімпіакос (Пірей)                | 2:4      | ПАОК                                                 |
| --------------------------------- | -------- | ---------------------------------------------------- |
| Джорджевич 78' (пен.) Хутос 90+2' | Протокол | Енгомітіс 4' Борбокіс 31' Георгіадіс 46' Наліцис 85' |

| «Нікос Гумас», Неа-Філадельфія Глядачів: 13 300 Арбітр: Йоргос Каснаферіс |